# 東京都道・埼玉県道16号立川所沢線
東京都道・埼玉県道16号立川所沢線（とうきょうとどう・さいたまけんどう16ごう たちかわところざわせん）は、東京都立川市から国分寺市、小平市、東村山市を経て埼玉県所沢市に至る都道および県道（主要地方道）である。東京都小平市小川町・小川町西交差点から東村山市本町・東村山郵便局前交差点までは多摩南北道路に位置づけられている都市計画道路府中所沢線に該当する。小平市内に支線（都市計画道路新五日市街道線の一部）が存在する。

## 路線データ
- 起点：東京都立川市・東京都道256号八王子国立線（起点方面重複:東京都道503号相模原立川線）交点・東京都道29号立川青梅線起点（日野橋交差点）
- 終点：埼玉県所沢市・国道463号交点・東京都道55号所沢武蔵村山立川線起点・東京都道179号所沢青梅線交点（金山町交差点）
- 路線延長
  - 東京都区間：11,658 m（実延長、2013年4月1日現在）[1]
  - 埼玉県区間：0 m（実延長=全区間埼玉県道4号東京所沢線と重複、2013年4月1日現在）[2]

## 通称
- 立川通り（東京都立川市日野橋交差点から小平市小川・小川町交差点ただし立川市東橋交差点から曙町二丁目交差点を除く）
- 緑川通り（東京都立川市東橋交差点から曙橋交差点）
- 立川駅前通り（東京都立川市曙橋交差点から曙町二丁目交差点）
- 青梅街道（東京都小平市小川・小平上宿交差点から小平市小川・小川町西交差点）
- 府中街道（東京都小平市小川・小川町西交差点から東村山市久米川町交差点）
- 所沢街道（東京都東村山市久米川町交差点から柳瀬川の都県境まで）
- 行政道路（埼玉県所沢市・東住吉交差点から終点金山町交差点まで）

## 支線
都市計画道路小平３・３・３号新五日市街道線
- 小平市小川町一丁目域内：およそ500m程

途中、武蔵野美術大学キャンパス内を横切っている。

## 通過する自治体
- 東京都
  - 立川市
  - 国分寺市
  - 小平市
  - 東村山市
- 埼玉県
  - 所沢市

## 交差・接続している道路
| 交差する道路                                                                | 交差する道路                            | 交差点名       | 所在地 | 所在地   | 所在地   |
| --------------------------------------------------------------------------- | --------------------------------------- | -------------- | ------ | -------- | -------- |
| 東京都道256号八王子国立線（甲州街道） 八王子方面                            |                                         |                |        |          |          |
| 東京都道29号立川青梅線（奥多摩街道） 東京都道29号立川青梅線（新奥多摩街道） | 東京都道256号八王子国立線（甲州街道）   | 日野橋         | 東京都 | 立川市   | 錦町     |
|                                                                             | 東京都道145号立川国分寺線               | 錦町一丁目     | 東京都 | 立川市   | 錦町     |
| 東京都道153号立川昭島線                                                     |                                         | 曙橋           | 東京都 | 立川市   | 曙橋     |
| 東京都道43号立川東大和線（芋窪街道）                                        |                                         | 高松町二丁目   | 東京都 | 立川市   | 高松町   |
|                                                                             | 東京都道43号立川東大和線                | 西武バス営業所 | 東京都 | 立川市   | 高松町   |
| 東京都道7号杉並あきる野線（五日市街道）                                     | 東京都道7号杉並あきる野線（五日市街道） | 砂川九番       | 東京都 | 立川市   | 若葉町   |
| 東京都道144号中島十番線                                                     |                                         | 小川橋         | 東京都 | 小平市   | 中島町   |
| 東京都道5号新宿青梅線（青梅街道）                                           | 東京都道5号新宿青梅線（青梅街道）       | 小平上宿       | 東京都 | 小平市   | 小川町   |
| 東京都道131号小川停車場線                                                   |                                         |                | 東京都 | 小平市   | 小川町   |
| 東京都道17号所沢府中線、本線                                                | 東京都道5号新宿青梅線（青梅街道）       | 小川町西       | 東京都 | 小平市   | 小川町   |
|                                                                             | 東京都道226号東村山清瀬線               | 八坂小学校前   | 東京都 | 東村山市 | 栄町     |
| 東京都道5号新宿青梅線（新青梅街道）                                         | 東京都道5号新宿青梅線（新青梅街道）     | 野口橋         | 東京都 | 東村山市 | 本町     |
|                                                                             | 東京都道129号東村山東久留米線           | 東村山郵便局前 | 東京都 | 東村山市 | 本町     |
| 東京都道128号東村山東大和線                                                 |                                         | 本町2丁目      | 東京都 | 東村山市 | 本町     |
| 東京都道4号東京所沢線、本線                                                 | 東京都道4号東京所沢線（所沢街道）       | 久米川町       | 東京都 | 東村山市 | 久米川町 |
|                                                                             | 埼玉県道337号久米所沢線                 | 東住吉         | 埼玉県 | 所沢市   | 南住吉   |
| 国道463号 埼玉県道55号所沢武蔵村山立川線                                    | 埼玉県道179号所沢青梅線                 | 金山町         | 埼玉県 | 所沢市   | 金山町   |
| 国道463号 入間方面                                                          |                                         |                |        |          |          |

## 重複区間
- 東京都道43号立川東大和線（東京都立川市高松町・高松町二丁目交差点から同・西武バス営業所交差点）
- 東京都道5号新宿青梅線（東京都小平市小川・小平上宿交差点から小平市小川・小川町西交差点）
- 東京都道・埼玉県道4号東京所沢線（東京都東村山市久米川町交差点から所沢市金山町交差点）
- 埼玉県道・東京都道17号所沢府中線（東京都小平市小川・小川町西交差点から所沢市金山町交差点）

## 交差する鉄道・河川
- 中央本線・南武線（アンダーパス）
- 玉川上水（小川橋）
- 西武国分寺線（踏切）
- 西武拝島線（鉄道高架）
- 野火止用水（八坂交差点付近の天王橋）
- 西武多摩湖線（鉄道高架）
- 空堀川（野口橋）
- 西武新宿線（踏切）※高架化事業中
- 柳瀬川（二柳橋）
- 西武新宿線（秋津橋）
- 西武池袋線（鉄道高架）

## 沿線の主な施設
- 東京都
  - 西国立駅（南武線）
  - 立川市子ども未来センター（旧：立川市役所）
  - 立川駅（南武線、中央線、青梅線、多摩都市モノレール）
  - 立川女子高等学校
  - 陸上自衛隊東立川駐屯地
  - 武蔵野美術大学・短期大学
  - 小川駅（西武国分寺線、西武拝島線）
  - 八坂駅（西武多摩湖線）
  - 東村山市役所
  - 東村山警察署
  - 東村山郵便局
  - 東村山駅（西武新宿線）
- 埼玉県
  - 所沢高等学校
  - 西所沢駅（西武池袋線、西武狭山線）

## 主な渋滞区間
立川通り区間が全体的に道幅も狭い上に交通量も多いことから渋滞が起きやすい。五日市街道との砂川九番交差点から変則的な交差点でもある小川橋交差点付近、府中街道区間でも片側2車線から1車線に絞り込まれ、踏切が至近にある野口橋交差点付近は渋滞が慢性化している。
このうち野口橋交差点については西武新宿線高架化、現道拡幅、バイパス建設を併せて事業中であり、これらの工事完了後は渋滞の解消が見込まれている。
また、小川橋交差点においても事業中であり、事業完了後は都道144号との交差方法が現行の小川橋交差点におけるY字路から、都市計画道路新五日市街道線の一部を活用したやや北の位置におけるT字路形式（都道16号が直角に進む）に変更となる。